# Anthoon Johan Koejemans

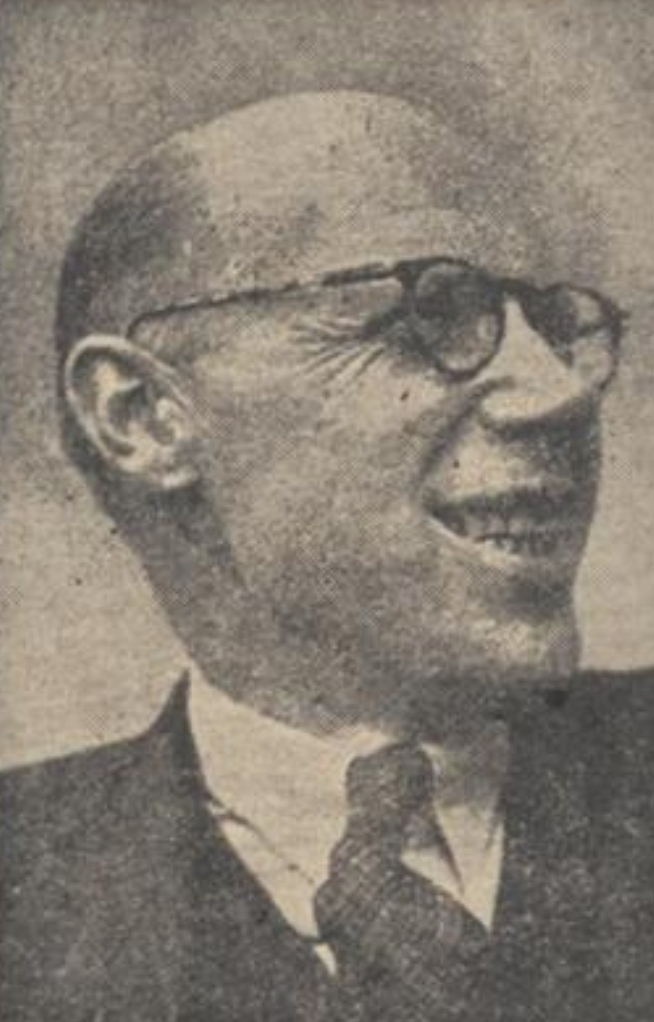
A.J. Koejemans

Anthoon Johan Koejemans (* 20. April 1903 in Rotterdam; † 14. Juni 1982 in Trier) war ein niederländischer Journalist, Schriftsteller und Politiker.

## Leben und Wirken
Koejemans war von 1945 bis 1948 Mitglied der Parteiführung der Kommunistischen Partei der Niederlande, Mitglied der Ersten Kammer (bestehend aus Vertretern der zwölf niederländischen Provinzparlamente) und Mitglied der Provinciale Staten von Nordholland. Sein Vater war von Beruf Postbeamter und Mitglied einer Mennonitengemeinde.
Koejemans besuchte die dreijährige „Hoger Burgerlijke School“ (zu vergleichen mit einem Gymnasium) in Rotterdam und wurde noch vor 1940 Redakteur der kommunistischen Zeitung Het Volksdagblad und war ab 1943 Redakteur der illegalen Widerstandsausgabe der Zeitschrift De Waarheid (Die Wahrheit). Koejemans schrieb während des Krieges auch verschiedene Broschüren wie „Nach der Befreiung“ (Ende August 1943), „Der Tag der Vergeltung“ (Frühjahr 1944) und im Frühjahr 1944 „Niederländisches Wiedergeburt. Rückschritt oder Fortschritt?“. In Zusammenarbeit mit jenen, die in der Illegalität Vorbereitungen für die Gründung einer Einheitsgewerkschaft nach Kriegsende trafen, schrieb er „De Communisten en de strijd om de vrijheid“ (Die Kommunisten und der Kampf um die Freiheit). Im November 1944 und Anfang 1945 schrieb er das Grundsatzprogramm der EVC (Zentrale des Einheitsgewerkschaftsbundes).
Nach der Befreiung vom Nationalsozialismus wurde er Chefredakteur der damals populären Tageszeitung De Waarheid. Er wollte diese Zeitung für ein breiteres Publikum zugänglich machen und kam dadurch bald in Konflikt mit dem Parteileiter Paul de Groot, der ihn entließ. Koejemans musste auch seine Mitgliedschaft in der Eerste Kamer und der Provinciale Staten aufgeben.
Von 1920 bis 1935 war er Mitglied in der damaligen Communistischen Partij Holland (Kommunistische Partei Holland) und ab 1935 bis zu seinem Austritt 1955 Mitglied der Communistische Partij Nederland (Kommunistische Partei der Niederlande).
Im Jahre 1958 wurde Koejemans Mitglied der Mennonitengemeinde von Amsterdam. Er schrieb noch verschiedene Bücher, wie schon vor 1940, um seinen spärlichen Verdienst bei Het Volksdagblad (Volkstageblatt) aufzubessern.
In den 1970er Jahren wurde er Mitglied der Christlichen Friedenskonferenz, an deren IV. und V. Allchristlichen Friedensversammlung 1971 bzw. 1978 in Prag er sich beteiligte. 1978 wurde er in deren Ausschuss zur Fortsetzung der Arbeit gewählt.
Laufbahn in Stichworten
- Jüngster Angestellter beim Ölhandel (1918–1919)
- Lehrling und Büroangestellter bei der Bahn in Zutphen (ab 1919)
- Beamter bei der Bahn in Rotterdam (1925)
- Bürohilfe auf einem kleinen Exportbüro (1925–1928)
- Bezahltes Mitglied der Redaktion der Parteizeitung Het Volksdagblad (Das Volkstageblatt) der Kommunistischen Partei Hollands in Amsterdam (19. April – 15. Mai 1940)
- Ab 1940 Inhaber eines Buchladens und einer Bibliothek in Amsterdam
- Redakteur der Untergrundzeitung De Waarheid (Die Wahrheit) (1943)
- Hauptredakteur des kommunistischen Parteiblatts De Waarheid (Mai 1945 – 10. Januar 1948)
- Abgeordneter der Eerste Kamer der Staten Generaal (Bundesrat) (ab 20. November 1945 – 24. Februar 1948)
- Provinzialabgeordneter der Provinciale Staten Noord-Holland (Mai 1946 – Januar 1948)
- Verlagsmitarbeiter der CPN (Kommunistische Partei der Niederlande) Pegasus in Amsterdam (1948 bis zur Entlassung 1953)
- Ab 1953 Inhaber der Lesebibliothek Herman Gorter in der Rijnstraat in Amsterdam

Politische Funktionen
- Mitglied der CPH (Kommunistische Partei Holland) (1920  bis 1921)
- Sekretär der Abteilung der CPH Rotterdam (1926 bis 1929)
- Mitglied der Zeitungskommission der Linksabteilung im Widerstand während der deutschen Besatzung
- Mitglied im Politbüro der CPN (Kommunistische Partei der Niederlande) ab Juni 1945.
- Mitglied im Parteivorstand der CPN (KPN), ab 1944 bis Dezember 1947.
- Mitglied im Parteivorstand der CPN (KPN)-Abteilung Amsterdam ab 1948 bis 1952.

Nebenfunktionen
- Vorstandsmitglied des Niederländischen Journalistenkreises (1945 bis 1948)
- Mitglied in der Christlichen Friedenskonferenz (CFK)
- Mitglied im Kirchenrat der Mennonitengemeinde Amsterdam
- Mitglied in der Friedensgruppe der Mennonitengemeinde Amsterdam
- Mitglied des historischen Kreises der Mennonitengemeinde Amsterdam
- Endredakteur In dit Amsterdam (In diesem Amsterdam), dem Monatsblatt der Vereinigten Mennonitengemeinden Amsterdam

## Werke
- Van "ja" tot "amen". Autobiografie. 1961.
- Jezus in Magnitogorsk : een bijdrage tot de dialoog tussen bijbels geloof en communisme. 1964.
- Mennist. merkwaardig?! 1965.
- David Wijnkoop. Een mens in de strijd voor het socialisme. 1967.
- God in Berlijn. Ontmoetingen met christenen, joden en communisten in de Duitse Democratische Republiek. 1973.
- Over de Amerikaanse kultuur : opstellen en reportages (1906–1932). 1980.